# 우에다 가즈오
우에다 가즈오(일본어: 植田 和男, 1951년 9월 20일~)는 일본의 경제학자다.

## 생애
1951년 9월에 시즈오카현 하이바라군 사가라정(현 마키노하라시)에서 태어났다. 1970년에 도쿄 교육대학 부속 고마바 고등학교를, 1974년에 도쿄 대학 이학부 수학과를 졸업했다. 이후 도쿄 대학 대학원에서 석사 학위를 취득한 뒤 매사추세츠 공과대학교 대학원 박사 과정을 수료했다.
1980년부터 캐나다의 브리티시컬럼비아 대학교 경제학부 조교수로 근무했으며 1982년에 오사카 대학 경제학부 조교수, 1989년에 도쿄 대학 경제학부 조교수로 재직했다. 1993년에는 도쿄 대학 경제학부 교수가 되어 2017년까지 교편을 잡았다.
한편 공직도 여러 차례 맡아 1985년부터 1987년까지 대장성 재정금융연구소 주임연구관으로 일하면서 일본개발은행의 다케나카 헤이조와 함께 증가하고 있던 일본의 경상수지 흑자 등을 연구했다. 1998년에는 일본은행 정책위원회 심의위원이 되어 버블 붕괴의 영향으로 금융 기관이 잇따라 도산하는 불황 속에서 총재 하야미 마사루에게 제로 금리 정책과 양적 완화를 도입하도록 이론적 기반을 마련해 주었다. 이후 2000년에 하야미가 제로 금리 정책에서 탈피하려 할 때 이를 반대했으나 하야미의 뜻을 꺾지 못했다. 2005년 심의위원에서 물러났으며 2008년에는 일본정책투자은행 사회이사가 되었고 2011년 4월부터 2012년 6월까지 일본경제학회장을 역임했다.
2023년 4월에 구로다 하루히코의 후임으로 일본은행 총재에 취임했다.
| 전임 구로다 하루히코 | 제32대 일본은행 총재 2023년 4월 9일~ |  |